# Epitonium albidum
Epitonium albidum är en snäckart som först beskrevs av d'Orbigny 1842.  Epitonium albidum ingår i släktet Epitonium och familjen vindeltrappsnäckor. Inga underarter finns listade i Catalogue of Life.